# Veikkausliiga 2000
La Veikkausliiga 2000 fu la novantunesima edizione della massima serie del campionato finlandese di calcio, l'undicesima come Veikkausliiga. Il campionato, con il formato a girone unico e composto da dodici squadre, venne vinto dall'Haka per la terza edizione consecutiva. Capocannoniere del torneo fu Shefki Kuqi, calciatore dello Jokerit, con 19 reti realizzate.

## Stagione

### Novità
Dalla Veikkausliiga 1999 venne retrocesso il TPV, mentre dalla Ykkönen venne promosso il Tampere United.

### Formula
Le dodici squadre si affrontavano tre volte nel corso del campionato, per un totale di 33 giornate. La prima classificata era decretata campione di Finlandia e veniva ammessa alla UEFA Champions League 2001-2002. La seconda classificata veniva ammessa alla Coppa UEFA 2001-2002. Se la vincitrice della Suomen Cup, ammessa alla Coppa UEFA 2001-2002, si classificava al secondo posto, anche la terza classificata veniva ammessa alla Coppa UEFA. L'ultima classificata veniva retrocessa direttamente in Ykkönen, mentre l'undicesima classificata affrontava la seconda classificata in Ykkönen in uno spareggio promozione/retrocessione.

## Squadre partecipanti
| Club        | Città        | Stadio                        | Stagione 1999              |
| ----------- | ------------ | ----------------------------- | -------------------------- |
| Haka        | Valkeakoski  | Tehtaan kenttä                | Campione di Finlandia      |
| HJK         | Helsinki     | Finnair Stadium               | 2º posto in Veikkausliiga  |
| Inter Turku | Turku        | Kupittaa                      | 5º posto in Veikkausliiga  |
| Jazz        | Pori         | Porin stadion                 | 6º posto in Veikkausliiga  |
| Jokerit     | Helsinki     | Stadio olimpico               | 4º posto in Veikkausliiga  |
| Kotkan TP   | Kotka        | Arto Tolsa Areena             | 7º posto in Veikkausliiga  |
| Lahti       | Lahti        | Lahden Stadion                | 10º posto in Veikkausliiga |
| MyPa        | Anjalankoski | Saviniemi                     | 3º posto in Veikkausliiga  |
| RoPS        | Rovaniemi    | Rovaniemen Keskuskenttä       | 8º posto in Veikkausliiga  |
| Tampere Utd | Tampere      | Tammela                       | 1º posto in Ykkönen        |
| TPS         | Turku        | Kupittaa                      | 9º posto in Veikkausliiga  |
| VPS         | Vaasa        | Hietalahden jalkapallostadion | 11º posto in Veikkausliiga |

## Classifica finale
|  | Pos. | Squadra     | Pt | G  | V  | N  | P  | GF | GS | DR  |
|  | ---- | ----------- | -- | -- | -- | -- | -- | -- | -- | --- |
|  | 1.   | Haka        | 66 | 33 | 20 | 6  | 7  | 56 | 20 | +26 |
|  | 2.   | Jokerit     | 62 | 33 | 16 | 14 | 3  | 56 | 26 | +30 |
|  | 3.   | MyPa        | 61 | 33 | 18 | 7  | 8  | 50 | 34 | +16 |
|  | 4.   | HJK         | 57 | 33 | 16 | 9  | 8  | 51 | 33 | +18 |
|  | 5.   | Jazz        | 53 | 33 | 14 | 11 | 8  | 41 | 32 | +9  |
|  | 6.   | Tampere Utd | 46 | 33 | 12 | 10 | 11 | 48 | 52 | -4  |
|  | 7.   | Inter Turku | 40 | 33 | 11 | 7  | 15 | 47 | 54 | -7  |
|  | 8.   | Lahti       | 39 | 33 | 10 | 9  | 14 | 36 | 35 | +1  |
|  | 9.   | RoPS        | 36 | 33 | 10 | 6  | 17 | 35 | 50 | -15 |
|  | 10.  | VPS         | 34 | 33 | 8  | 10 | 15 | 38 | 42 | -4  |
|  | 11.  | TPS         | 27 | 33 | 7  | 6  | 20 | 30 | 75 | -45 |
|  | 12.  | Kotkan TP   | 22 | 33 | 5  | 7  | 21 | 29 | 64 | -35 |

Legenda:
      Campione di Finlandia e ammessa alla UEFA Champions League 2001-2002
      Ammesse in Coppa UEFA 2001-2002
      Ammessa in Coppa Intertoto 2001
 Ammessa allo spareggio promozione-retrocessione
      Retrocesse in Ykkönen
Note:
Tre punti a vittoria, uno a pareggio, zero a sconfitta.

## Spareggio promozione/retrocessione
|          | Risultati |          | Luogo e data             |
| -------- | --------- | -------- | ------------------------ |
| Atlantis | 4-1       | TPS      | Helsinki, ? ottobre 2000 |
| TPS      | 1-1       | Atlantis | Turku, ? ottobre 2000    |
|          |           |          |                          |

## Statistiche

### Classifica marcatori
| Gol |  |  | Giocatore       | Squadra        |
| --- |  |  | --------------- | -------------- |
| 19  |  |  | Shefki Kuqi     | Jokerit        |
| 14  |  |  | Richard Teberio | Inter Turku    |
| 14  |  |  | Jari Niemi      | Tampere United |
| 13  |  |  | Valerij Popovič | Haka           |
| 13  |  |  | Mauri Keskitalo | Kotkan TP      |
| 12  |  |  | Antti Pohja     | Tampere United |
| 12  |  |  | Rafael          | HJK            |